# Courgeon
Courgeon és un municipi francès situat al departament de l'Orne i a la regió de Normandia. L'any 2007 tenia 355 habitants.

## Demografia

### Població
El 2007 la població de fet de Courgeon era de 355 persones. Hi havia 144 famílies de les quals 37 eren unipersonals (25 homes vivint sols i 12 dones vivint soles), 45 parelles sense fills i 62 parelles amb fills.
La població ha evolucionat segons el següent gràfic:
Habitants censats

### Habitatges
El 2007 hi havia 179 habitatges, 145 eren l'habitatge principal de la família, 19 eren segones residències i 15 estaven desocupats. 167 eren cases i 11 eren apartaments. Dels 145 habitatges principals, 100 estaven ocupats pels seus propietaris, 44 estaven llogats i ocupats pels llogaters i 1 estava cedit a títol gratuït; 6 tenien una cambra, 11 en tenien dues, 18 en tenien tres, 40 en tenien quatre i 69 en tenien cinc o més. 127 habitatges disposaven pel capbaix d'una plaça de pàrquing. A 68 habitatges hi havia un automòbil i a 65 n'hi havia dos o més.

### Piràmide de població
La piràmide de població per edats i sexe el 2009 era:
| Homes | Edats   | Dones |
| ----- | ------- | ----- |
| 0     | 95 o +  | 4     |
| 4     | 90 a 94 | 0     |
| 0     | 85 a 89 | 0     |
| 4     | 80 a 84 | 0     |
| 4     | 75 a 79 | 0     |
| 12    | 70 a 74 | 8     |
| 0     | 65 a 69 | 12    |
| 8     | 60 a 64 | 0     |
| 8     | 55 a 59 | 8     |
| 8     | 50 a 54 | 16    |
| 4     | 45 a 49 | 20    |
| 16    | 40 a 44 | 0     |
| 20    | 35 a 39 | 12    |
| 4     | 30 a 34 | 16    |
| 12    | 25 a 29 | 16    |
| 20    | 20 a 24 | 0     |
| 0     | 15 a 19 | 0     |
| 8     | 10 a 14 | 12    |
| 12    | 5 a 9   | 4     |
| 8     | 0 a 4   | 20    |

## Economia
El 2007 la població en edat de treballar era de 233 persones, 187 eren actives i 46 eren inactives. De les 187 persones actives 175 estaven ocupades (95 homes i 80 dones) i 11 estaven aturades (4 homes i 7 dones). De les 46 persones inactives 18 estaven jubilades, 15 estaven estudiant i 13 estaven classificades com a «altres inactius».

### Ingressos
El 2009 a Courgeon hi havia 144 unitats fiscals que integraven 360 persones, la mediana anual d'ingressos fiscals per persona era de 17.744 €.

### Activitats econòmiques
Dels 19 establiments que hi havia el 2007, 1 era d'una empresa extractiva, 1 d'una empresa de fabricació d'altres productes industrials, 5 d'empreses de construcció, 5 d'empreses de comerç i reparació d'automòbils, 1 d'una empresa de transport, 1 d'una empresa d'hostatgeria i restauració, 2 d'empreses financeres, 1 d'una empresa immobiliària, 1 d'una empresa de serveis i 1 d'una entitat de l'administració pública.
Dels 5 establiments de servei als particulars que hi havia el 2009, 3 eren lampisteries i 2 electricistes.
L'únic establiment comercial que hi havia el 2009 era una botiga d'equipament de la llar.
L'any 2000 a Courgeon hi havia 16 explotacions agrícoles que ocupaven un total de 1.595 hectàrees.

## Poblacions més properes
El següent diagrama mostra les poblacions més properes.